# Bobine (textile)
Pour les articles homonymes, voir bobine et Rochet.

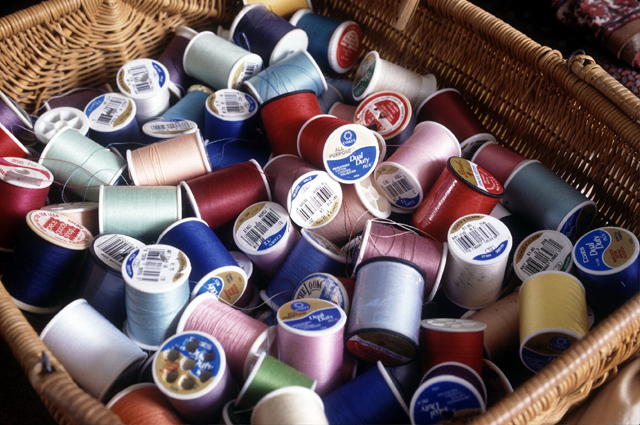
Bobines de fil à coudre.

Une bobine est un objet cylindrique, généralement muni de rebord, destiné à recevoir un fil ou un câble que l'on enroule autour de son axe. 
C'est donc un emballage, à la différence d'une pelote (par exemple de laine) qui est enroulée sur elle-même sans recourir à un support.
Une  bobine est un support sur lequel est enroulé le fil d’une manière ordonnée. C’est un ustensile qui est utilisé sur divers appareillages comme la machine à coudre ou le moulinet de la canne à pêche, où le fil doit se dérouler avec régularité.

## Histoire
La bobine existe depuis l’Antiquité ; on en retrouve des représentations sur des fresques égyptiennes ou romaines et sur des vases grecs.

## Structure

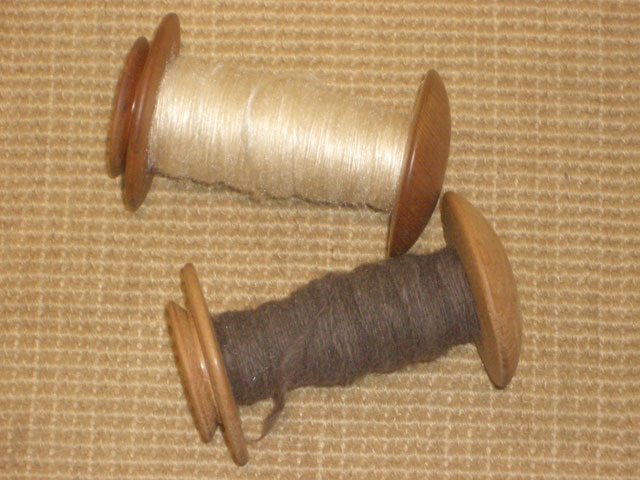
Vieilles bobines de bois pour dévidoir ou rouet.

La bobine est constituée par une âme cylindrique et deux flasques aux deux extrémités. L'âme est percée pour permettre d’enfiler la bobine sur un support et lui permettre de tourner et libérer le fil facilement. La fonction des flasques, est de maintenir le fil et de l’empêcher de s’emmêler. La matière utilisée peut être du carton, bois, plastique, métal ou une combinaison de plusieurs matières différentes.

## Différents types

### Canette

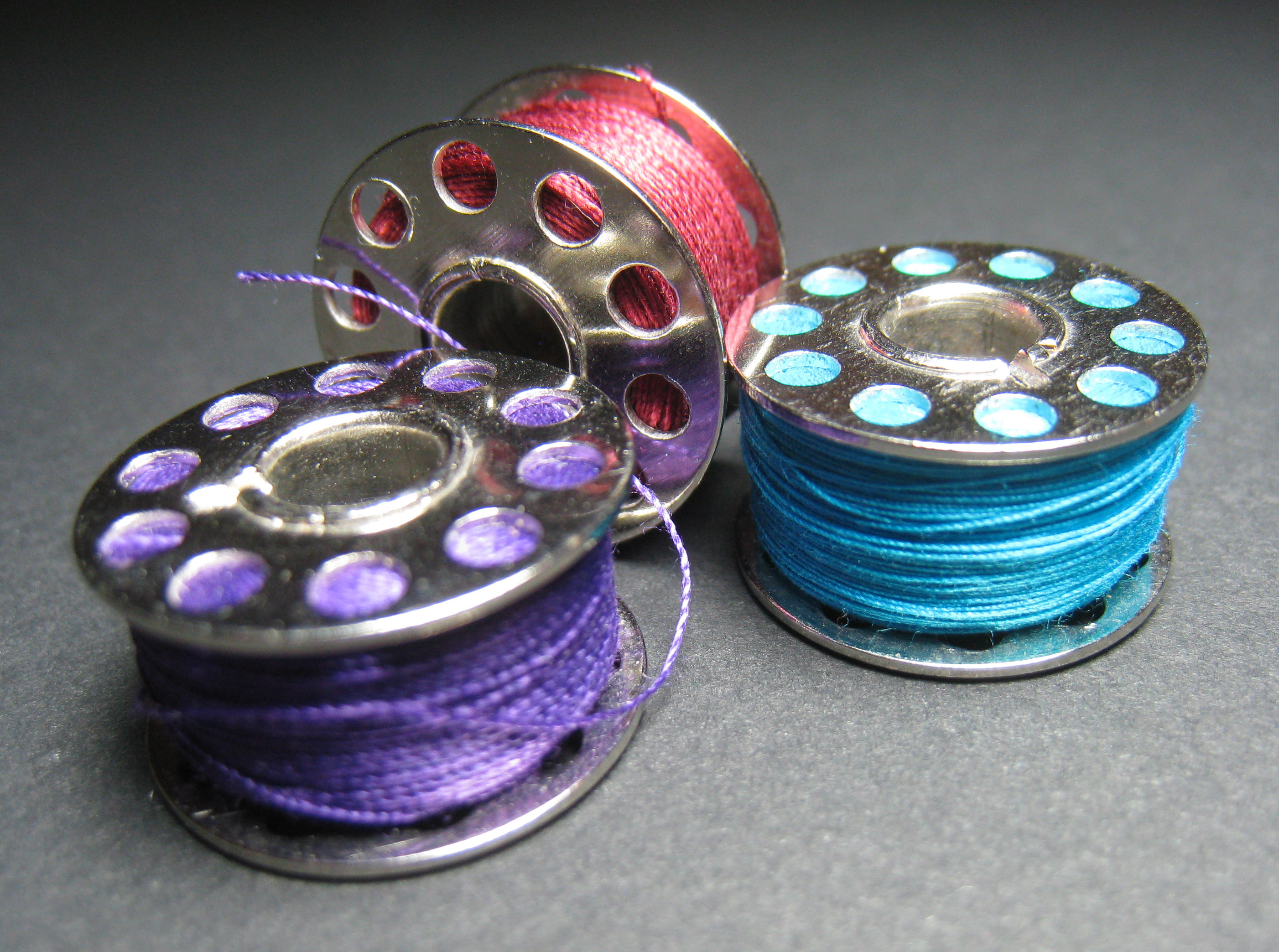
Canettes pour machine à coudre.

La canette pour machine à coudre ou pour équiper la  navette du métier à tisser.
- Pour machine à coudre, la canette est une petite bobine d'environ 2 cm de diamètre et 1 cm de large qui s'insère dans le boîtier inférieur de la machine.
- Pour la navette, la canette est une bobine assez longue, sans flasque aux extrémités et son âme est percée pour permettre son montage sur la tige métallique située dans la cavité de la navette.

### Fusette

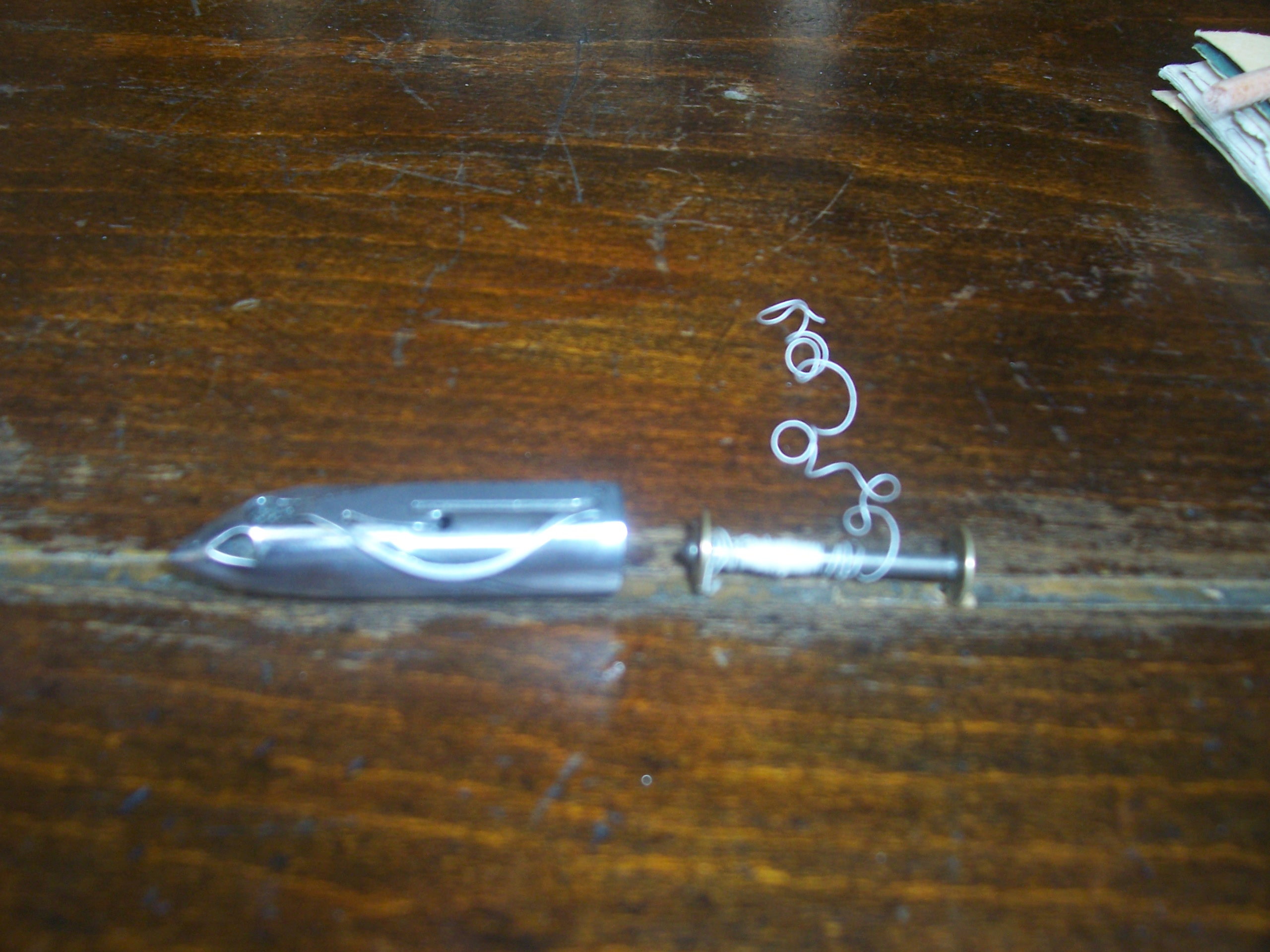
Fusette à insérer, à droite de sa navette.

La fusette, sur les premières machines à coudre, parfois abusivement appelée canette, était une petite bobine destinée à être insérée dans la navette, elle-même placée sous le corps de la machine à coudre.

### Rochet

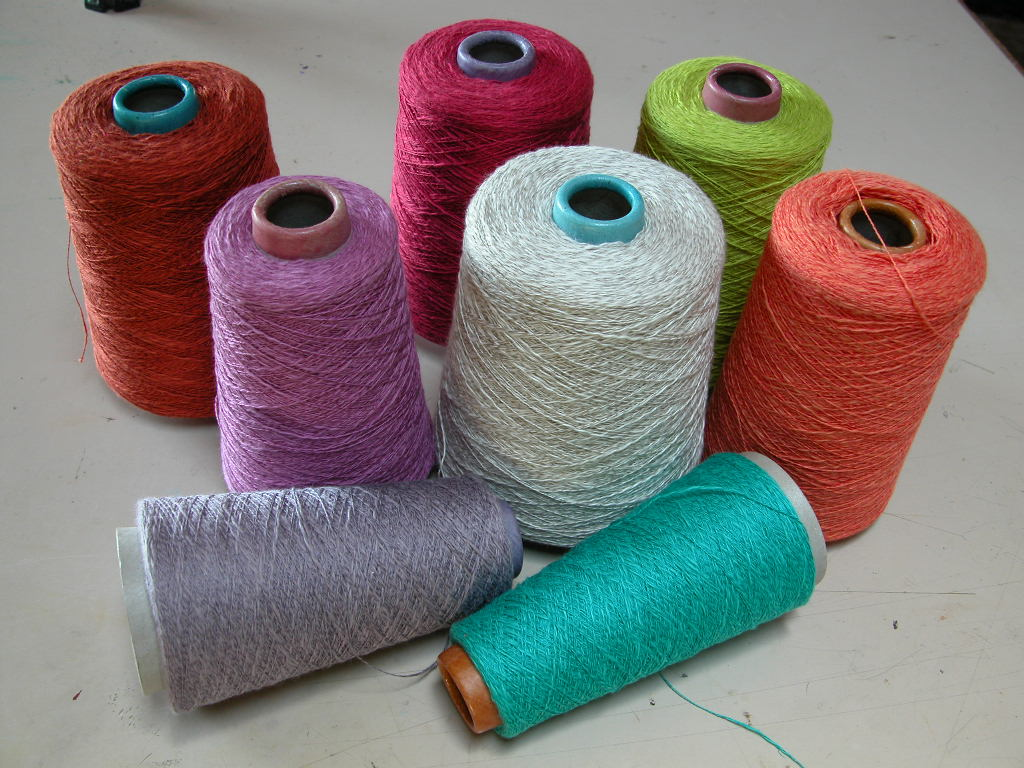
Filage de lin sur rochets.

Le rochet, également appelé fusette, est un procédé industriel de stockage du fil textile. Il consiste à enrouler le fil autour d’une âme en forme de cône ou tronc de cône, fait en carton ou plastique. Sa caractéristique est la disposition inclinée du fil qui permet le déroulement sans mouvoir la canette. Cette méthode est plus efficace que celle de l'écheveau, de la bobine et de la pelote.

#### Caractéristiques
- Stabilité, la largeur de la base du cône empêche la canette de se renverser et de rouler.Bobines de fils pour tissage à la manufacture des arts décoratifs de Thiès.

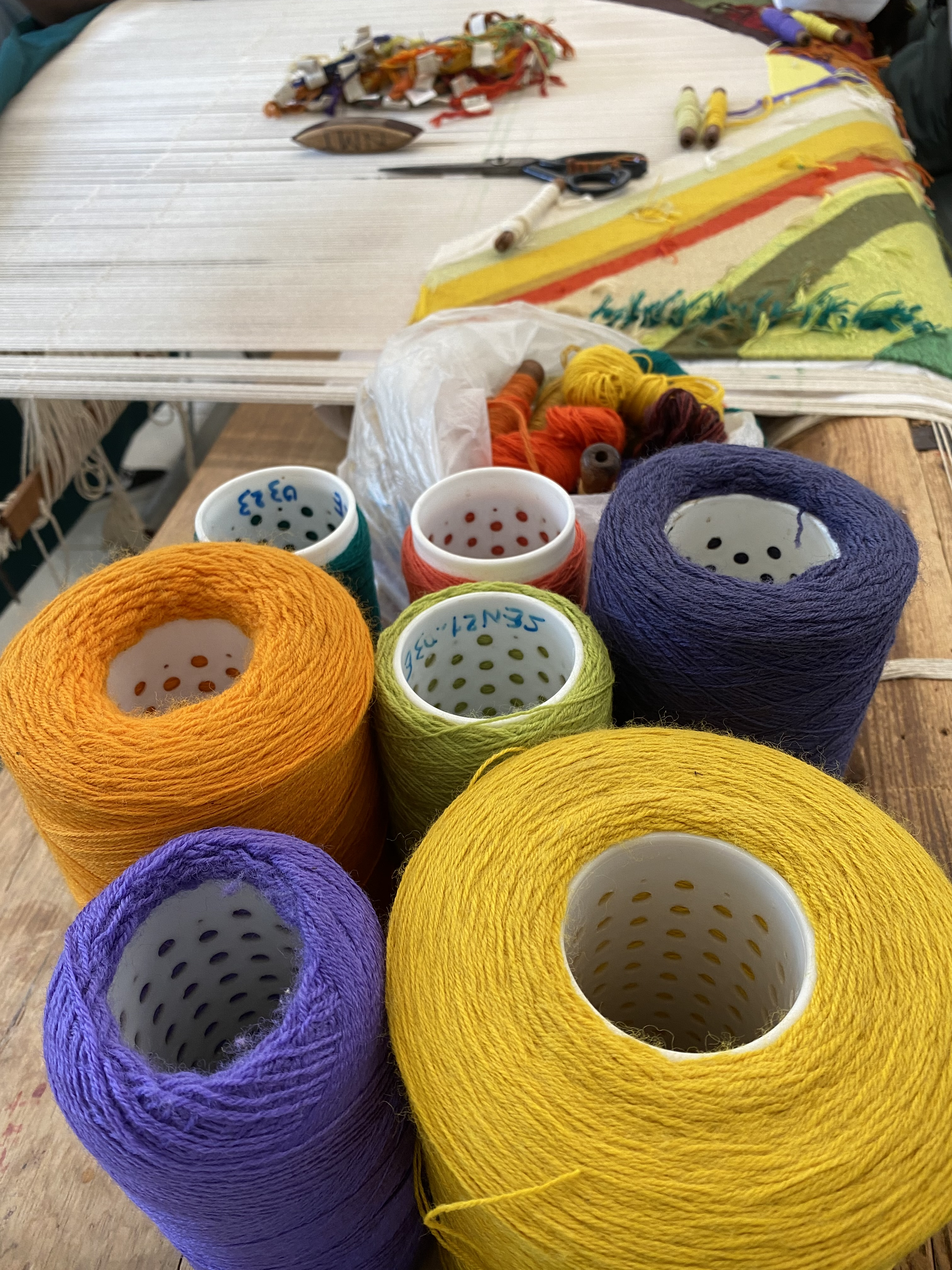
Bobines de fils pour tissage à la manufacture des arts décoratifs de Thiès.

- Chargement, la forme conique de la base permet un chargement rapide et garantit le positionnement sur les cantres de l’ourdissoir des machines.
- Alimentation, le fil est prélevé verticalement du rochet, la forme conique évite l’accrochage permettant une alimentation ininterrompue des machines automatiques.
- Stockage, les rochets sont très compacts et facilement empilables.

Le poids des rochets va de 500 g à 2 kg, selon le fil.

### Touret

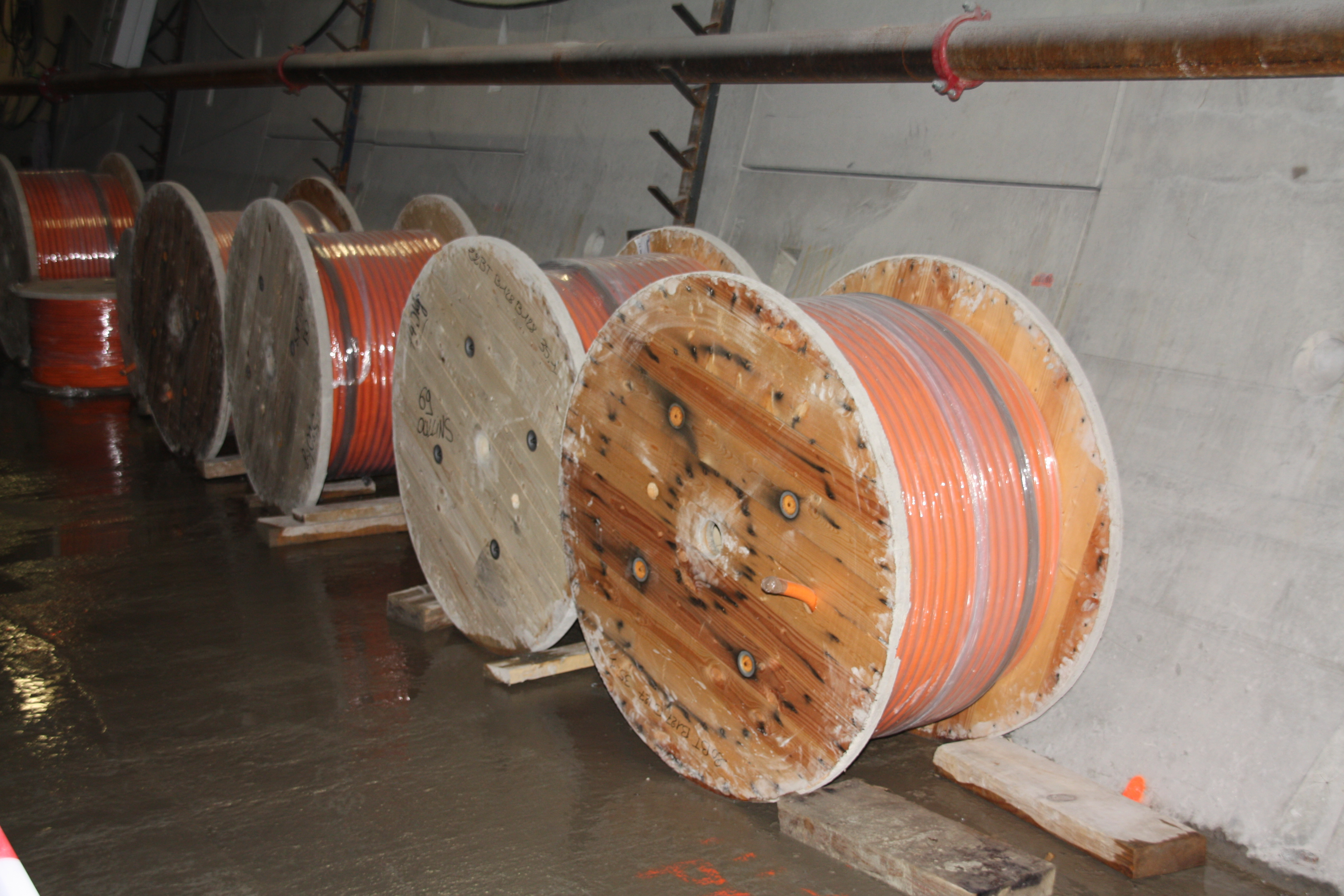
Tourets de câble à usage industriel.

Le touret est une très grosse bobine servant à enrouler du câble à usage industriel. Les tourets sont généralement en bois et de dimensions dépassant souvent le mètre de diamètre ; les tourets hors d'usage sont parfois récupérés pour concevoir des tables basses. 